# Partido di General Pinto
Il partido di General Pinto è un dipartimento (partido) dell'Argentina facente parte della Provincia di Buenos Aires. Il capoluogo è General Pinto. 

## Toponimia
Il partido, così come il suo capoluogo, sono intitolati a Manuel Pinto, militare argentino della guerra d'indipendenza che nel 1853 ricoprì la carica di governatore della provincia di Buenos Aires.